# Martin Obst
Pour les articles homonymes, voir Obst.
Martin Obst (né le 18 novembre 1986 à Berlin) est un lutteur allemand, spécialiste de lutte libre.
Il remporte la médaille d'argent dans la catégorie des moins de 79 kg lors des Championnats d'Europe 2018.